# الرابطة العربية للتربويين التنويريين
الرابطة العربية للتربويين التنويريين، هي منظمة غير ربحية، تضم مجموعة من المؤسسات والمنظمات، الناشطة في مجال التنوير والتجديد الديني، من مختلف دول منطقة الشرق الأوسط وشمال أفريقيا.
وتُعرّف الرابطة نفسها على أنها: «فضاء، ومنصة مستقلة، لدعم المؤسسات، والمشاريع الفاعلة في مجال التنوير والتجديد الديني والقراءة التنويريَّة للدين في المنطقة العربية، والتي تعتمد التعليم والتدريب آلية لها. وتوفر الرابطة الدعم الفني، والإعلامي، لهذه المشاريع، وتساعدها في الترويج لرسالتها. كما توفر لها شبكة علاقات إقليمية ودولية لبناء قدراتها في صياغة ونشر الخطاب التنويري وتحويله إلى ثقافة عامة».
أطلقت الرابطة رسميا في أيار/مايو عام 2016، من العاصمة الأردنية عمّان، بعد سلسلة من الاجتماعات التشاورية الممهدة بين عدد من المؤسسات التربوية والتعليمية.
وجاءت صفة «التربويين» لغلبة الطابع التربوي على المؤسسات المنضمة للرابطة، من الاشتغال على برامج تربوية تعمل على إيصال النِتاج والمواد التنويرية النظرية إلى مختلف شرائح المجتمع، من خلال شرحها و/أو التدريب عليها، وإدخالها في الثقافة المُعاشة اليومية للفرد والمجتمع، دون الاكتفاء بمجرد إنتاجها.
أما «التنويريون»، فهم من يسعون في تقديم إجابات جديدة لأسئلة وتحديات العصر الراهنة، سواء فيما يتعلق بالنواحي الاعتقادية، والسياسية، والاقتصادية، والتربوية، والحضارية، مع استنادهم للقيم التنويرية التي جاء بها القرآن. والتي أصَّلت لكرامة الإنسان وحرّيته وحقوقه، ودعت إلى التعارف والحوار بين البشر، وإلى التفكُّر والسؤال وطلب الحقّ والحكمة. مع تبنّيهم لتراث المسلمين وتاريخهم واجتهاداتهم كتجربة إنسانيَّة مفيدة محترمة ومهمَّة، إلا أنها كبقيَّة الاجتهادات البشريَّة ظرفيَّة وغير ملزمة.
ومن أبرز مشاريعها: مجلة التنويري، ودليل التربية والتنوير، وجائزة نجاح كاظم للتنويريين الشباب، وتقرير حالة التنوير، وعاصمة التنوير.
كما تعمل الرابطة على تأسيس روابط، ومجتمعات، وشبكات، محلية، للتنسيق بين الفاعلين في مجال التربية والتنوير في مختلف الدول العربية.

## وثيقة المبادئ المؤسسة للرابطة[4]
- القرآن هو النص المؤسِّس والمرجع الأعلى لدين الإسلام الذي جاء هداية للإنسان وللبشريَّة، وبه ختمت النبوّات.
- جسَّدَ الرسول محمد عليه الصلاة والسلام في سنَّته القرآن الكريم.
- تراث المسلمين وتاريخهم واجتهاداتهم هي تجربة إنسانيَّة مفيدة محترمة ومهمَّة، إلا أنها كبقيَّة الاجتهادات البشريَّة محكومة بأنها ظرفيَّة، وغير ملزمة.
- الاجتهاد هو طريق المسلمين في فهمهم للقرآن والسيرة والحديث والتراث، ويختلف المسلمون في اجتهاداتهم باختلاف ظروفهم وعلومهم. وليس لأحد منهم أن يحتكر أو يحصر أو يقصر الإسلام على اجتهاده ويكفِّر من سواه؛ سواء أكان فرداً، أو فئة، أو أمَّة.
- تفرَّق المسلمون وخسروا الكثير بسبب عصبيّات تراثيَّة (دينيَّة ومذهبيَّة) ومناهج تدَّعي احتكار الفهم والعلم وتعطي لنفسها حقّ التسلّط وفرض الوصاية على بقيَّة المسلمين والناس.
- تشتدُّ اليوم حاجة المسلمين إلى يقظة ونهضة متنوِّرة بالقرآن والعلم وحكمة الحضارة الإنسانيَّة من أجل توحيد المسلمين وتزكيتهم وحمايتهم من السلوك المتطرِّف الذي يمارسه الغلاة والجهلة.

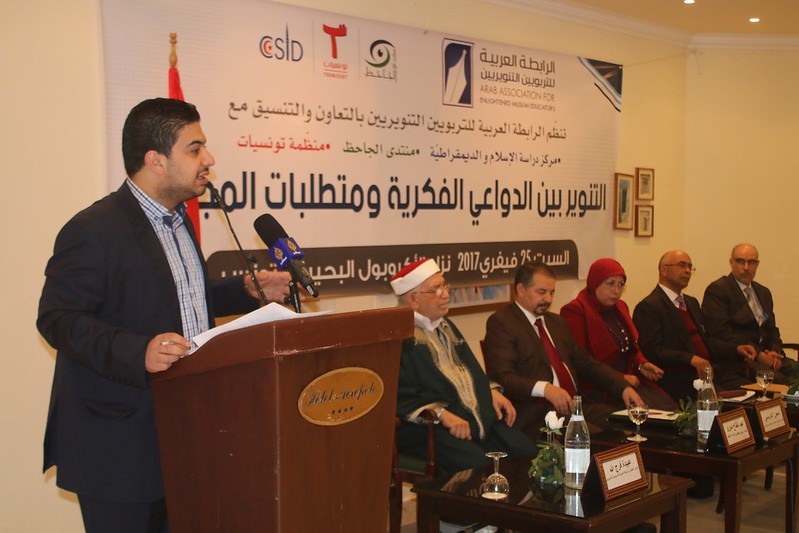
ندوة التنوير بين الدواعي الفكرية ومتطلبات المجتمع - تونس

## النشأة
تربط الرابطة نشأتها بمعاناة المنطقة العربية في السنوات الأخيرة من تحدّيات كبرى على المستوى السياسي، تمثَّلت في ازدياد حدّة النزاعات الإقليميَّة، وتفشّي الصراعات والحروب الأهليَّة، ورافق ذلك انتشار الاعتداءات والهجمات الإرهابيَّة، في ظل صعود خطابات الكراهيَّة والطائفيَّة المتطرِّفة، والتي زادت من حدَّة الصراعات وأطالت من أمدها.
فأصبحت حالة الدول العربيَّة - وفقا للرابطة - ما بين دول منهارة عاجزة عن تلبية الحاجات الأساسيَّة لمواطنيها، وما بين دولٍ تعاني من التسلُّط والاستبداد السياسي، حتى الدول التي عرفت قدراً من الاستقرار؛ طالتها يد الإرهاب لتزيد من عبء التحدّيات الأمنيَّة والاقتصاديَّة عليها، نتجَ عن ذلك مشكلات اجتماعية واقتصاديَّة، كان في مقدّمتها موجات الهجرة واللجوء، وتفكُّك المجتمعات، أضيفت إلى المشكلات الاجتماعيَّة والاقتصاديَّة التي تعاني منها المنطقة بشكلٍ مزمن؛ حيث يشكِّل الشباب النسبة الكبرى من المواطنين، في ظل عدم القدرة على توفير فرص التعليم والعمل الكافية، ما يؤدي إلى بقاء نسب الفقر والبطالة ضمن مستويات مرتفعة.
وترى الرابطة بأن هذه الأوضاع الصعبة تنعكس على العمليَّة التعليميَّة والتربويَّة للشباب في المنطقة، حيث  يؤدِّي التحدّي الأمني إلى إغلاق وتضييق الفضاءات العامة والمنابر أمام الشباب. كما تتراجع مستويات وفرص التعليم، نتيجة لقلّة فعالية المؤسّسات الحكوميَّة، بالإضافة إلى التحديات التي تواجه مؤسّسات المجتمع المدني مما يعيقها عن القيام بالدور المنشود.
وعليه فقد تأسست الرابطة العربية للتربويين التنويريين للمساهمة في وضع حلول تربوية فاعلة في مجالات اهتمامها والتي على رأسها مواجهة التطرف ونشر قيم التعددية والتنوير ودعم جهود التجديد والإصلاح الديني في المنطقة العربية، وتوفير شبكة علاقات إقليميَّة ودوليَّة لبناء لصياغة ونشر الخطاب التنويري وتحويله إلى ثقافةٍ عامَّة.